# Раковіцень (комуна)
Раковіцень, Раковіцені (рум. Racovițeni) — комуна у повіті Бузеу в Румунії. До складу комуни входять такі села (дані про населення за 2002 рік):
- Будря (305 осіб)
- Петрішору (448 осіб)
- Раковіцень (734 особи) — адміністративний центр комуни

Комуна розташована на відстані 119 км на північний схід від Бухареста, 23 км на північ від Бузеу, 89 км на захід від Галаца, 105 км на схід від Брашова.

## Населення
За даними перепису населення 2002 року у комуні проживали 1487 осіб. Усі жителі комуни рідною мовою назвали румунську.
Національний склад населення комуни:
| Національність | Кількість осіб | Відсоток |
| -------------- | -------------- | -------- |
| румуни         | 1469           | 98,8%    |
| цигани         | 18             | 1,2%     |

Склад населення комуни за віросповіданням:
| Релігія       | Кількість осіб | Відсоток |
| ------------- | -------------- | -------- |
| православні   | 1483           | 99,7%    |
| бретрени      | 3              | 0,2%     |
| римо-католики | 1              | 0,1%     |